# Eugnamptobius flavipes
Eugnamptobius flavipes is een keversoort uit de familie Rhynchitidae. De wetenschappelijke naam van de soort is voor het eerst geldig gepubliceerd in 1889 door Sharp.